# Jełowicki
Jełowicki (Jałowicki, Brama, Bożeniec odm.) – herb szlachecki.

## Opis herbu
W polu czerwonym srebrna brama obozowa zwieńczona takimż krzyżem kawalerskim. Klejnot: pięć strusich piór. Tarcza okolona jest płaszczem książęcym i zwieńczona mitrą książęcą.

## Najwcześniejsze wzmianki
Jeden z najstarszych herbów na Wołyniu.

## Herbowni
kniaziowie Kropotko na Jełowiczach, zwani Jełowickimi – rodzina kniaziowska pochodząca od ks. Perejesławskich, będących najpewniej smoleńską gałęzią, Rurykowiczów, jedna z najstarszych na Wołyniu.
Nazwisko pochodzi od miejscowości Jełowicze i jest jednym z najstarszych, w pełni ukształtowanym nazwiskiem wołyńskim już w początkach XV wieku, dowodzącym posiadanie dziedzicznego (alodialnego) posiadania włości Jełowicze od około polowy XIV wieku (N. Jakowenko) i tak np. dokumenty Paszka Jełowickiego z lat 1420. używają już w pełni ukształtowanego nazwiska co, biorąc pod uwagę tereny Rusi, jest okresem bardzo wczesnym.
Drugi człon nazwiska – "Bożeniec" jest nazwą miejscowości położoną w bezpośrednim sąsiedztwie Jełowicz (a nie jak twierdzi N. Jakowenko od imienia hipotetycznego przodka rodu: – Bożati).
Odmianą herbu Jełowicki jest herb Oginiec vel Brama ks. Ogińskich i Puzynów, a odmiana polega na rozwidleniu krzyża na belce bramy; wspólnota herbu świadczyłaby o wspólnym pochodzeniu od ks. smoleńskich. Wizerunki obu herbów nie uległy polonizacji.
Pod koniec XV wieku Jełowicze przeszły w posiadanie kniaziów Kropotka – Jełowickich, również pochodzących od ks. smoleńskich i według Zygmunta Luby-Radzimińskiego stanowiących inną gałąź Jełowickich, a według J. Wolffa zupełnie niezależną rodzinę kniaziowską.
Lista herbownych pieczętujących się herbem Jełowiecki z Herbarza polskiego Tadeusza Gajla:
Chawejłowicz, Jałowicki, Jelnicki, Jełowicki, Lesznicki, Leśnicki, Łasznicki.